# Pommereuil
Pommereuil é uma comuna francesa na região administrativa de Altos da França, no departamento do Norte. Estende-se por uma área de 6.45 km². Em 2010 a comuna tinha 768 habitantes (densidade: 119,1 hab./km²).